# Urato ossidasi
L'urato ossidasi (sinonimo: uricasi) è un enzima, appartenente alla classe delle ossidoreduttasi, che è presente nei perossisomi di molti organismi (ma non dell'uomo) ed è attivo nel catabolismo delle purine. Catalizza l'ossidazione dell'acido urico a 5-idrossiurato. Il prodotto della reazione è instabile e si trasforma spontaneamente in allantoina, tuttavia in vivo esiste un enzima, 5-idrossiurato idrolasi che catalizza il primo passaggio di questa reazione, aumentandone la velocità.
L'urato ossidasi svolge anche un altro ruolo metabolico nel metabolismo delle ureidi nelle piante che formano noduli radicali (legumi). L'azoto viene convertito in metaboliti che sono trasportati dalle radici attraverso la pianta, per rifornire la pianta di azoto, necessario ad esempio per la sintesi di aminoacidi.

## Reazione
La reazione segue la seguente equazione:
Urato + O2 + H2O ⇌ 5-idrossiurato + H2O2
Il perossido prodotto viene prontamente catabolizzato dalle perossidasi del perossisoma.

## Meccanismo di reazione
Sebbene alcuni studi indicassero la presenza di ioni rame, altri studi hanno dimostrato l'assenza di ioni metallici, rendendola l'unica ossidasi che non necessita né di ioni metallici né di cofattori organici per la catalisi. Esiste la possibilità che enzimi di diversi organismi utilizzino meccanismi di reazione differenti, alcuni dei quali richiedono ioni rame mentre altri non lo necessitano.

## Struttura
Le strutture tridimensionali delle urato ossidasi di Aspergillus flavus e di Bacillus SP. TB-90 sono state studiate per mezzo della cristallografia a raggi X. L'enzima è un omotetramero che contiene quattro siti attivi identici situati nell'interfaccia tra le sue subunità.
L'enzima è dotato di un numero variabile di aminoacidi a seconda della specie, che si aggira intorno ai 300 residui, con un peso molecolare intorno ai 35 kilodalton.

## Distribuzione
Sebbene l'urato ossidasi sia presente in quasi tutti gli organismi viventi, batteri, funghi, piante, animali, esso è assente in molti primati e in particolare anche nell'uomo. Nel genoma umano è presente un gene per l'urato ossidasi, reso non funzionale da due mutazioni. Data l'assenza di urato ossidasi l'acido urico è il prodotto finale del catabolismo delle purine nell'uomo: è stato ipotizzato che la perdita dell'enzima sia stato un vantaggio per i primati superiori in quanto l'acido urico è un potente antiossidante, la cui presenza protegge dall'attacco dei radicali liberi, prolungando l'aspettativa di vita e diminuendo l'incidenza dei tumori.

## Usi terapeutici
La presenza di alte concentrazioni di acido urico nel sangue provoca la gotta. Urato ossidasi purificato da Aspergillus flavus, con il nome commerciale di uricozima e urato ossidasi ricombinante, con il nome commerciale di rabsuricasi, sono state utilizzate per il trattamento della gotta, soprattutto nel caso di iperuricemia nei pazienti trattati con chemioterapia.